# كناري بردي
كناري بردي أو رقاح بردي (الاسم العلمي Crithagra koliensis)، طائر من الرقاح وفصيلة الشرشوريات. موطنه بورندي وجمهورية الكونغو الديمقراطية وكينيا ورواندا وتنزانيا وأوغندا. كان يُصنف سابقًا ضمن جن النغر.